# Altaussee
Altaussee é um município da Áustria, situado no distrito de Liezen, no estado da Estíria. Tem 92,11 km² de área e sua população em 2019 foi estimada em 1.888 habitantes.